# San Michele di Ganzaria
San Michele di Ganzaria är en ort och kommun i storstadsregionen Catania, innan 2015 provinsen Catania, i regionen Sicilien i sydvästra Italien. Kommunen hade 3 200 invånare (2017).